# حارة العشاش (صنعاء)

تعديل مصدري - تعديل

حارة العشاش هي إحدى حارات حي العفيف بمديرية السبعين إحد مديريات العاصمة اليمنية صنعاء، بلغ تعداد سكانها 441 نسمة حسب تعداد اليمن لعام 2004.